# Adam Lambert (snowboardzista)
Adam Lambert (ur. 5 października 1997) – australijski snowboardzista. Po raz pierwszy na arenie międzynarodowej pojawił się 24 stycznia 2013 roku w Copper Mountain, gdzie w zawodach Nor-Am Cup zajął 20. miejsce w snowcrossie. W 2016 roku był piąty podczas mistrzostw świata juniorów w Rogli. Jeszcze dwukrotnie startował na imprezach tego cyklu, ale plasował się poza czołową dziesiątką. W zawodach Pucharu Świata zadebiutował 11 lutego 2017 roku w Feldbergu, zajmując 52. miejsce. Pierwsze pucharowe punkty wywalczył dzień później w tej samej miejscowości, zajmując siódmą pozycję. Na podium zawodów tego cyklu po raz pierwszy stanął 13 grudnia 2017 roku w Val Thorens, kończąc rywalizację na drugiej pozycji. W zawodach tych rozdzielił na podium Niemca Paula Berga i Lucasa Eguibara z Hiszpanii. W 2017 roku wziął też udział w mistrzostwach świata w Sierra Nevada, gdzie był szósty w snowcrossie. Na rozgrywanych rok później igrzyskach olimpijskich w Pjongczangu zajął 29. miejsce.

## Osiągnięcia

### Igrzyska olimpijskie
| Miejsce | Dzień     | Rok  | Miejscowość | Konkurencja | Zwycięzca       |
| ------- | --------- | ---- | ----------- | ----------- | --------------- |
| 29.     | 15 lutego | 2018 | Pjongczang  | Snowcross   | Pierre Vaultier |

### Mistrzostwa świata
| Miejsce | Dzień     | Rok  | Miejscowość   | Konkurencja | Zwycięzca       |
| ------- | --------- | ---- | ------------- | ----------- | --------------- |
| 6.      | 12 marca  | 2017 | Sierra Nevada | Snowcross   | Pierre Vaultier |
| 11.     | 1 lutego  | 2019 | Solitude      | Snowcross   | Mick Dierdorff  |
| 26.     | 11 lutego | 2021 | Idre Fjäll    | Snowcross   | Lucas Eguibar   |

### Puchar Świata

#### Miejsca w klasyfikacji generalnej
- sezon 2016/2017: 22.
- sezon 2017/2018: 9.

#### Miejsca na podium w zawodach
1. Val Thorens – 13 grudnia 2017 (snowcross) - 2. miejsce
2. Baqueira-Beret – 2 marca 2019 (snowcross) - 2. miejsce